# ديميتار كوزمانوف
ديميتار كوزمانوف (بالبلغارية: Димитър Кузманов)‏ مواليد 28 يوليو 1993 في بلوفديف، هو لاعب كرة مضرب بلغاري بدأ مسيرته كمحترف سنة 2009 يلعب باليد اليمنى ويحتل حالياً المرتبة رقم. 304 (29 فبراير 2016) في تصنيف رابطة محترفي كرة المضرب. أعلى تصنيف له في الفردي كان المركز الـ 281 في سنة 2016. أعلى تصنيف له في الزوجي كان المركز الـ 446 في سنة 2016.

## روابط خارجية
- ديميتار كوزمانوف على موقع رابطة محترفي التنس (الإنجليزية)
- ديميتار كوزمانوف على موقع الاتحاد الدولي لكرة المضرب (الإنجليزية)
- ديميتار كوزمانوف على موقع كأس ديفيز (الإنجليزية)
- ديميتار كوزمانوف على موقع خلاصة التنس.كوم (الإنجليزية)
- ديميتار كوزمانوف على موقع إي إس بي إن.كوم (الإنجليزية)